# Carte réseau convergent

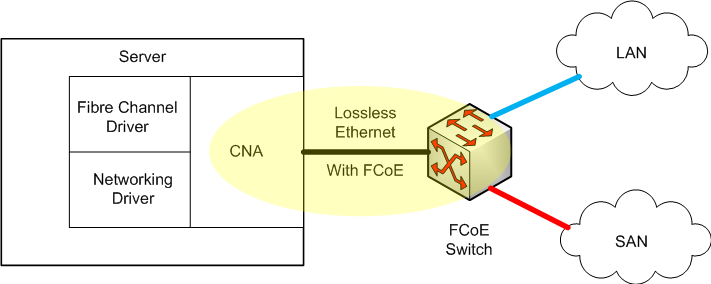
Schéma de principe d'une carte CNA

Une carte réseau convergent (ou carte réseau convergé, sigle CNA de l'anglais Converged Network Adapter) est une carte d'interface pour système informatique, qui combine les fonctions d'un Contrôleur hôte de bus (HBA) et d'une carte réseau.
Certaines cartes produites en 2005 avec le sigle C-NIC, combinaient l'accès au iSCSI avec le Gigabit Ethernet.
Par la suite le terme utilisé a été le plus souvent CNA, en combinant l'accès au Fiber Channel et le 10 Gigabit Ethernet.
Les principaux acteurs du marché pour ce type de carte sont Brocade, Broadcom, QLogic, Hewlett-Packard, Dell et Cisco.
L'intérêt de ce type de carte est de simplifier le câblage et d'homogénéiser l'accès aux différents réseaux.